# X.Org基金会

The X.Org "swoosh" logo.

X.Org基金会是负责X Window System开发的社团，2004年1月22日在國際開放標準組織的X.org网站基础上建立。
Foundation的建立在X的管理上标志着根本性的转变。 从1988年其X的监护人（包括过去的X.Org）是厂商组织，而基金会由软件开发者领导，用集市模式的社区开发，依赖外界参与。成员身份向个人开放，而公司作为赞助者参与。
X.Org Server是X的参考实现，当前版本是X11R7.7，发布于2012年6月6日。由freedesktop.org提供主机服务。